# Elijahu Rogaler
Elijahu (Eliasz) Rogaler (zm. 19 października 1850 w Kaliszu) – gaon, żydowski filozof, rabin, talmudysta.

## Życiorys
Elijahu (Eliasz) Rogaler jako rabin przewodził kaliskiej gminie żydowskiej w latach 1840-50. Nazwisko swoje zawdzięczał miejscowości Rogale na Litwie, gdzie przez kilka lat pełnił funkcję rabina. Nosił zaszczytny tytuł gaona (hebr. znakomitość). Uważano go za znawcę społeczności żydowskiej Polski i Litwy. Jako wybitny talmudysta, w Kaliszu rozpowszechniał nauki judaistyczne. Wprowadzał archaiczne przepisy, które budziły wiele kontrowersji. Zakazał czytania Tory innego kaliskiego rabina Ribana, zmarłego w 1696.
Pochowano go na starym cmentarzu żydowskim w Kaliszu. W 1850 roku w Warszawie wydano księgę Rogalera pt. Jad Elijahu (Ręka Elijahu).